# 栃本浩規
栃本 浩規（とちもと ひろき）は、日本のトランペット奏者。東京藝術大学音楽学部教授。

## 来歴・人物
岐阜県高山市出身。岐阜県立斐太高等学校、名古屋芸術大学卒業。元NHK交響楽団トランペット奏者、飛騨高山ヴィルトーゾオーケストラ顧問、国立音楽大学、名古屋芸術大学各非常勤講師、尚美ディプロマコース講師、聖徳大学講師。
1980年、名古屋芸術大学音楽学部に入学。トランペットを和久田照彦、津堅直弘に師事し、1984年卒業。1985年、東京フィルハーモニー交響楽団に入団。1990年、NHK交響楽団に移籍。1996年、国際ロータリーのスカラシップを得て、ドイツのシュトゥットガルト音楽大学に留学し、H.ヴォルフ、H.ロイビンに師事。2012年4月より、東京芸術大学音楽学部准教授。

## 参加作品
津堅直弘、飯塚一郎、栃本浩規、井川明彦、市川和彦の5人による「TRUMPETS 5」名義によるCDアルバムが発売されている。
- TRUMPETS 5 (1991年1月1日)
- TRUMPETS 5 Vol.2 (1993年9月1日)

ソロアルバム
- CONCERT (2010年2月3日)　DADRecords / NEW VINTAGE RECORDS (TOKND-0911)/
収録曲
  1. Concerto in D Major for Trumpet (Georg Philipp Telemann)
  2. Postcords (Anthony Plog)
  3. Caprice (Joseph Turrin)
  4. The Maid of The Mist (Herbert J.Clarke)
  5. CONCERT PIECE No.1 for Tp and pf Op.11 (V.Brandt)
  6. 子守唄 (V.Brandt)
  7. トランペットと管弦楽のための協奏曲 (酒井格)
  8. 飛騨山娘 (山下笛朗)